# Arlequinus krebsi
Az Arlequinus krebsi  a kétéltűek (Amphibia) osztályába, a békák (Anura) rendjébe, valamint a  mászóbékafélék (Hyperoliidae) családjába és az Arlequinus nembe tartozó egyetlen faj.

## Rendszerezés
Eredetileg Karl Heinrich Mertens, 1938-ban a Hyperolius nembe sorolta Hyperolius krebsi néven, melyet Jean-Luc Perret 1988-ban az Arlequinus önálló nembe helyezett át.

## Előfordulása
Kamerun területén honos. A természetes élőhelyei a szubtrópusi nedves alföldi erdőkben, valamint a trópusi édesvízi mocsarakban van.

## Megjelenése
Testhossza 26–29  milliméter.